# Gianfranco Chiti
Gianfranco Chiti (Gignese, 6 mai 1921 - Rome, 20 novembre 2004), était un général italien et un prêtre catholique franciscain. Il est reconnu serviteur de Dieu par l'Église catholique depuis l'introduction de son processus de béatification.

## Biographie
Officier multi-décoré des grenadiers, vétéran de la Seconde Guerre mondiale, il occupe plusieurs postes de haut rang au sein de l'Armée de terre italienne, parmi lesquels commandant de l'École militaire de Viterbe. En 1978, il quitte l'Armée et s'oriente vers la vie religieuse. Entré chez les Frères mineurs capucins, il sera ordonné prêtre en 1982. En 1990, il entreprend personnellement la reconstruction de l'ancien couvent Saint-Crispin de Viterbe à Orvieto, laissé à l'abandon depuis de nombreuses années, et le transforme en lieu de prière. Il meurt à Rome, à  la polyclinique militaire du Celio (it), le 20 novembre 2004.

## Béatification et canonisation
En mai 2015, la cause de béatification a été ouverte. Le 30 mars 2019, une cérémonie solennelle de clôture du procès diocésain de la cause de béatification et de canonisation du serviteur de Dieu Gianfranco Maria Chiti da Gignese a été célébrée dans la cathédrale d'Orvieto.